# Jaén (tỉnh)
Jaén (phát âm tiếng Tây Ban Nha: [xaˈen]) là một tỉnh phía nam Tây Ban Nha, phía đông cộng đồng tự trị Andalusia. Tỉnh này giáp các tỉnh Ciudad Real, Albacete, Granada và Córdoba. Thủ phủ là thành phố Jaén.
Tỉnh có diện tích 13.484 km². Dân số là 657.387 (năm 2003). Tổng cộng có 97 đô thị.
Tỉnh này có 4 vườn quốc gia. Tỉnh có hai thành phố thời Phục hưng được UNESCO công nhận là di sản thế giới, Úbeda và Baeza. 
Đây là một tỉnh sản xuất dầu ô liu lớn của Tây Ban Nha, chiếm 60% sản lượng sản phẩm này của Tây Ban Nha.